# Comté de Lawrence (Alabama)
Pour les articles homonymes, voir Comté de Lawrence.
Le comté de Lawrence est un comté des États-Unis, situé dans l'État de l'Alabama.

## Démographie
| 1820  | 1830   | 1840   | 1850   | 1860   | 1870   |
| ----- | ------ | ------ | ------ | ------ | ------ |
| 8 652 | 14 984 | 13 313 | 15 258 | 13 975 | 16 658 |

| 1880   | 1890   | 1900   | 1910   | 1920   | 1930   |
| ------ | ------ | ------ | ------ | ------ | ------ |
| 21 392 | 20 725 | 20 124 | 21 984 | 24 307 | 26 942 |

| 1940   | 1950   | 1960   | 1970   | 1980   | 1990   |
| ------ | ------ | ------ | ------ | ------ | ------ |
| 27 880 | 27 128 | 24 501 | 27 281 | 30 170 | 31 513 |

| 2000   | 2010   | - | - | - | - |
| ------ | ------ | - | - | - | - |
| 34 803 | 34 339 | - | - | - | - |